# Yenberrie (метеорит)
Yenberrie — железный метеорит, октаэдрит, весом 132 кг, найденный в Австралии в 1918 году в 20 милях к юго-юго-востоку от одноимённого населённого пункта.

## Химический состав
Анализ метеорита выявил, что в его состав входит: железо (92.35%), никель (5.98%), кобальт (1.43%). Так же в небольших (менее 0.2%) содержится медь, фосфор, углерод, хлор и кварц.
Так же был произведён анализ тёмного вещества в центре метеорита, результат которого сильно отличается от предыдущего: железо (65.38%), никель (6.1%), фосфор (4.14%), сера (13.06%), кислород (5.7%)и углерод (4,49%). В небольших (менее 0.4%) количествах содержится кобальт, кальций, углерод, хлор.